# Осколково (Ненецкий автономный округ)
Оско́лково — деревня в Заполярном районе Ненецкого автономного округа России. Входит в состав Приморско-Куйского сельсовета.

## География
Деревня находится на левом берегу реки Печора, около впадения в неё протоки Осколковский шар, на расстоянии 15 км к северо-востоку от посёлка Красное, административного центра сельсовета, и 45 км к северо-востоку от города Нарьян-Мар, административного центра автономного округа.

## Население
| 2002 | 2010 | 2012 |
| ---- | ---- | ---- |
| 50   | ↘6   | ↗35  |

## Экономика
Основное занятие населения — рыболовство.

## Инфраструктура
В деревне действуют электростанция, фельдшерско-акушерский пункт, вертолётная площадка.